# Jay Rockefeller
John Davison "Jay" Rockefeller IV (nascido em 18 de junho de 1937) é um político americano. Ocupou o cargo de senador da Virgínia Ocidental de 1985 a 2014, foi o 29º governador da Virgínia Ocidental, ocupou o cargo entre 1977-1985. É descendente direto do magnata do petróleo John D. Rockefeller, fundador da Standard Oil.

## Carreira
Foi eleito para a Câmara dos Representantes da Virgínia Ocidental em 1966, e para o cargo de Secretário de Estado em 1968. Ele ganhou a nomeação democrata para governador em 1972, mas foi derrotado na eleição geral pelo governador republicano Arch Moore.
Rockefeller foi eleito governador da Virgínia Ocidental em 1976 e reeleito em 1980. Entre 1982-1984, a taxa de desemprego na Virgínia Ocidental ficou entre 15 e 20 por cento.